# Olle Rolén
Erik Olof Anders Rolén, detto Olle (Åre, 21 ottobre 1944), è un dirigente sportivo, ex sciatore alpino e allenatore di sci alpino svedese.

## Biografia

### Carriera sciistica
Sciatore polivalente, Rolén debuttò in campo internazionale in occasione del trofeo Hahnenkamm 1962, il 20 gennaio a Kitzbühel in discesa libera (74º); ai successivi Mondiali di Chamonix 1962, suo esordio iridato, si classificò 33º nella discesa libera, 22º nello slalom gigante, 16º nello slalom speciale e 9º nella combinata e ai IX Giochi olimpici invernali di Innsbruck 1964, sua prima presenza olimpica, si piazzò 37º nella discesa libera, 30º nello slalom gigante, 28º nello slalom speciale e 14º nella combinata, disputata in sede olimpica ma valida solo ai fini dei Mondiali 1964.
Ai Mondiali di Portillo 1966 fu 25º nello slalom gigante e 14º nello slalom speciale; in Coppa del Mondo esordì nella gara inaugurale del circuito, lo slalom speciale disputato il 5 gennaio 1967 a Berchtesgaden (14º), e conquistò il miglior risultato il 5 febbraio seguente a Madonna di Campiglio nella medesima specialità (5º).
Ai X Giochi olimpici invernali di Grenoble 1968 si classificò 20º nello slalom gigante e non completò lo slalom speciale; il 25 gennaio 1970 a Megève ottenne in slalom speciale l'ultimo piazzamento a punti in Coppa del Mondo (6º) e ai successivi Mondiali di Val Gardena 1970 fu 27º nella discesa libera, 19º nello slalom gigante e non completò lo slalom speciale. Prese per l'ultima volta in Coppa del Mondo il 16 gennaio 1972 a Kitzbühel in slalom speciale (25º) e ai successivi XI Giochi olimpici invernali di Sapporo 1972, suo congedo agonistico, si classificò 34º nella discesa libera e non completò lo slalom gigante e lo slalom speciale.

### Carriera da allenatore e dirigente
Dopo il ritiro divenne allenatore nei quadri della Federazione sciistica della Svezia, ricoprendo anche l'incarico di commissario tecnico della nazionale maschile che comprendeva all'epoca campioni come Ingemar Stenmark e Stig Strand; in seguito ha assunto incarichi dirigenziali nell'organizzazione, tra l'altro, delle gare di Coppa del Mondo disputate a Åre e dei Mondiali di Åre 2007.

## Palmarès

### Coppa del Mondo
- Miglior piazzamento in classifica generale: 27º nel 1967

### Campionati svedesi
- 7 ori (slalom gigante nel 1962; discesa libera, slalom gigante, slalom speciale nel 1965; discesa libera nel 1967; slalom speciale nel 1970; slalom gigante nel 1971)[10]

## Riconoscimenti
- TT:s idrottsledarpris nel 1975[11]